# الأمل الرياضي بحمام سوسة
الأمل الرياضي بحمام سوسة ، ناد تونسي متعدد الاختصاصات مقره بلدة حمام سوسة. ينشط فريق كرة القدم في الرابطة المحترفة الأولى. صعد الفريق مرة أولى إلى الدرجة الأولى وذلك في موفى موسم 2006-2005. أنهى الفريق موسمه في الرابطة المحترفة الأولى في المركز الأخير. ثم صعد مرة ثانية في الموسم 2008-2009. للنادي أيضا فريق نشط في رياضة كرة اليد.
الهداف التاريخي للنادي : هشام الشتيوي برصيد 84 هدف 

## التاريخ
تمت المشاركة الأولى للنادي في المسابقات الرسمية في الفترة 1954-1955 في القسم 1 وسط الجنوب (المستوى 3). تتكون اللجنة المنتخبة في 22 أبريل 1954 على النحو التالي:
- الرئيس الفخري: طاهر اللطايري.
- نائب الرئيس الفخري: محمد الهوار.
- رئيس اللجنة: الصادق جالاس ؛
- نائبا الرئيس: فريج دعوس وشعبان لحور.
- الامين العام: بو علي لحور.
- نائب الأمين العام: محمد الغرياني.
- امين الخزينة العامة: سالم عطية.
- نائب أمين الصندوق: عبد السلام الغربي.
- الأعضاء: الصادق غوين ، بوعلي جاب الله ، عاشور شعبان ؛
- المدير الرياضي: حامد مستيري.

النادي يصل إلى الدرجة الثانية تحت قيادة بشير الجربي ورئاسة ناجي مهيري لكنه لا يستطيع البقاء هناك. عاد من 1970 إلى 1985 قبل أن يغوص مرة أخرى في الفرقة الرابعة وحتى الخامسة.

## الألقاب
الرابطة التونسية المحترفة الثانية (11)
- البطل : 2008/1987/1999/1991/1992/2006/2015/2012/2022/1989/2003
- كوؤس أخرى (21)
- مجموع الكوؤس (32)

## الإدارة

### المكتب التنفيذي
الرئيس: نورالدين بوجناح
نائب الرئيس: نوري القنطاوي
الأمين العام: عتاب ماني
أمين الصندوق: صالح جغام
رئيس فرع الشبان: هادي لطيفة
رئيسة اللجنة القانونية: إيمان موسى
رئيسة اللجنة الطبية: مهدي الجديدي
رئيسة اللجنة الإشهار والتنظيم: محمد القزاح